# Torneo Apertura 2015 Liga de Nuevos Talentos
El Torneo Apertura 2015 de la Liga de Nuevos Talentos fue el 37° torneo corto que abrió la LXVI temporada de la Segunda División. Contó con la participación de 26 equipos, al término del torneo siguiente sí hubo descenso a la Tercera División de México.

## Sistema de competición
El sistema de competición de este torneo se desarrolla en dos fases:
- Fase de calificación: que se integra por las 13 jornadas del torneo.
- Fase final: que se integra por los partidos de ida y vuelta en rondas de cuartos de final, de semifinal y final.

### Fase de calificación
En la fase de calificación se observará el sistema de puntos. La ubicación en la tabla general está sujeta a lo siguiente:
- Por juego ganado se obtendrán tres puntos (si el visitante gana por diferencia de 2 o más goles se lleva el punto extra).
- Por juego empatado se obtendrá un punto (en caso de empate a 2 o más goles se juegan en penales el punto extra).
- Por juego perdido no se otorgan puntos.

En esta fase participan los 26 clubes de la Liga de Nuevos Talentos jugando en cada grupo todos contra todos durante las jornadas respectivas, a un solo partido.
El orden de los clubes al final de la Fase de Calificación del torneo corresponderá a la suma de los puntos obtenidos por cada uno de ellos y se presentará en forma descendente. Si al finalizar las 13 jornadas del torneo, dos o más clubes estuviesen empatados en puntos, su posición en la Tabla general será determinada atendiendo a los siguientes criterios de desempate:
1. Mejor diferencia entre los goles anotados y recibidos.
2. Mayor número de goles anotados.
3. Marcadores particulares entre los Clubes empatados.
4. Mayor número de goles anotados como visitante.
5. Mejor ubicado en la Tabla general de cociente.
6. Tabla Fair Play.
7. Sorteo.

Para determinar los lugares que ocuparán los clubes que participen en la fase final del torneo se tomará como base la Tabla general de clasificación.
Participan automáticamente por el título de Campeón de la Liga Premier de Ascenso los primeros 4 lugares de cada grupo (8 en total).
Con la novedad que se 'pausará' por 1 año el Torneo de Copa de la Liga Premier de Ascenso. así que solo habrá una sola liguilla.
Fuente: http://www.enascenso.com/pausa-a-la-copa-jorge-romo-enrique-gallardo/ (enlace roto disponible en Internet Archive; véase el historial, la primera versión y la última).

### Fase final
Los ocho clubes calificados para cada liguilla del torneo serán reubicados de acuerdo con el lugar que ocupen en la Tabla general al término de la jornada 13, con el puesto del número uno al club mejor clasificado, y así hasta el # 8. Los partidos a esta fase se desarrollarán a visita, en las siguientes etapas:
- Cuartos de final
- Semifinales
- Final

Los clubes vencedores en los partidos de cuartos de final y semifinal serán aquellos que en los dos juegos anoten el mayor número de goles. De existir empate en el número de goles anotados, la posición se definirá a favor del club con mayor cantidad de goles a favor cuando actúe como visitante.
Si una vez aplicado el criterio anterior los clubes siguieran empatados, se observará la posición de los clubes en la Tabla general de clasificación.
Los partidos correspondientes a la fase final se jugarán obligatoriamente los días miércoles y sábado, y jueves y domingo eligiendo, en su caso, exclusivamente en forma descendente, los cuatro Clubes mejor clasificados en la Tabla general al término de la jornada 15, el día y horario de su partido como local. Los siguientes cuatro Clubes podrán elegir únicamente el horario.
El Club vencedor de la Final y por lo tanto Campeón, será aquel que en los dos partidos anote el mayor número de goles. Si al término del tiempo reglamentario el partido está empatado, se agregarán dos tiempos extras de 15 minutos cada uno. De persistir el empate en estos periodos, se procederá a lanzar tiros penales hasta que resulte un vencedor.
Los partidos de Cuartos de final se jugarán de la siguiente manera:
En las Semifinales participarán los cuatro Clubes vencedores de Cuartos de final, reubicándolos del uno al cuatro, de acuerdo a su mejor posición en la Tabla general de clasificación al término de la jornada 13 del Torneo correspondiente, enfrentándose:
Disputarán el título de Campeón de los Torneos de Apertura 2015 y Clausura 2016 los dos clubes vencedores de la fase semifinal correspondiente, reubicándolos del uno al dos, de acuerdo a su mejor posición en la Tabla general de clasificación al término de las jornadas de cada torneo.

## Equipos participantes

### Ascensos y descensos
| Pos | de Liga de Nuevos Talentos |
| --- | -------------------------- |
| X   | No hubo descenso           |

| Pos | de la Tercera División                                        |
| --- | ------------------------------------------------------------- |
| 2º  | Club Sporting Canamy, se agrega además Club Deportivo Uruapan |

| Pos | a la Liga Premier de Ascenso      |
| --- | --------------------------------- |
| 1º  | No hubo, era Mineros de Fresnillo |

| Pos | a la Liga de Nuevos Talentos   |
| --- | ------------------------------ |
| 28º | No hubo, era Atlético Veracruz |

NOTAS:
- Aunque Atlético Veracruz descendió, debido a diversos cambios de Clubes y/o compra franquicias en la División, además de la inclusión de filiales de Liga MX, no descendió a Liga de Nuevos Talentos.
- Mineros de Fresnillo pese a ascender se mantendrá en la división. 
- Club Deportivo Uruapan pese a ascender a Liga Premier de Ascenso al ser campeón de Tercera División de México, se unirá a esta división por no cubrir reglamentos de infraestructura que indica FMF.

### Equipos por Entidad Federativa
| Entidad Federativa | N.º | Equipos                                                                |
| ------------------ | --- | ---------------------------------------------------------------------- |
| Michoacán          | 5   | La Piedad, Real Zamora, Sahuayo, CDU Uruapan y Zorros de la UMSNH      |
| Estado de México   | 3   | Colibríes de Malinalco, Deportivo Chimalhuacán y Deportivo Gladiadores |
| Durango            | 2   | Calor y Llaneros de Guadalupe                                          |
| Hidalgo            | 2   | Garzas UAEH y Satélites                                                |
| Jalisco            | 2   | Académicos y Deportivo San Juan                                        |
| Morelos            | 2   | Cuautla y Selva Cañera                                                 |
| Aguascalientes     | 1   | Necaxa "B"                                                             |
| Colima             | 1   | Tecomán F.C.                                                           |
| Guanajuato         | 1   | Celaya "B"                                                             |
| Ciudad de México   | 1   | Sporting Canamy                                                        |
| Puebla             | 1   | Lobos Prepa                                                            |
| Quintana Roo       | 1   | Chetumal                                                               |
| San Luis Potosí    | 1   | Atlético San Luis "B"                                                  |
| Tamaulipas         | 1   | Correcaminos "B"                                                       |
| Veracruz           | 1   | Patriotas                                                              |
| Zacatecas          | 1   | Fresnillo                                                              |

### Información de los equipos participantes

#### Grupo 1
| Logo | Equipo                | Sede                             | Entrenador             | Estadio                                   | Filial de         |
| ---- | --------------------- | -------------------------------- | ---------------------- | ----------------------------------------- | ----------------- |
|      | Académicos de Atlas   | Pénjamo, Guanajuato              | Julio Estrada          | Alfredo "Pistache" Torres                 | Club Atlas        |
|      | Atlético San Luis "B" | San Luis Potosí, San Luis Potosí | Juan Manuel Gónzalez   | Antonio R. Márquez                        | Atlético San Luis |
|      | Club Calor            | Gómez Palacio, Durango           | Miguel Ángel Salais    | Unidad Deportiva Gómez Palacio            |                   |
|      | Correcaminos "B"      | Ciudad Victoria, Tamaulipas      | Ricardo Chávez Medrano | Eugenio Alvizo Porras                     | Correcaminos UAT  |
|      | Deportivo San Juan    | San Juan de los Lagos, Jalisco   | Adán Sahagún           | San Andrés                                |                   |
|      | La Piedad             | La Piedad, Michoacán             | Gerardo Ávila          | Juan N. López                             |                   |
|      | Llaneros de Guadalupe | Guadalupe Victoria, Durango      | Marco Larriba          | Municipal Guadalupe Victoria              |                   |
|      | Mineros de Fresnillo  | Fresnillo, Zacatecas             | Rubén Hernández        | Unidad Deportiva Minera Fresnillo         |                   |
|      | Necaxa "B"            | Aguascalientes, Aguascalientes   | Hugo Félix Saucedo     | Casa Club Necaxa                          | Club Necaxa       |
|      | Real Zamora           | Zamora, Michoacán                | Cristóbal Cubilla      | Unidad Deportiva El Chamizal              |                   |
|      | Sahuayo F.C.          | Sahuayo, Michoacán               | Carlos Torres          | Unidad Deportiva Francisco García Vilchis | Tigres UANL       |
|      | Tecomán F.C.          | Tecomán, Colima                  | Enrique López Martínez | Víctor E. Sevilla Torres                  |                   |
|      | Uruapan*              | Uruapan, Michoacán               | José Roberto Muñoz     | U. Deportiva Hnos. López Rayon            |                   |

- * Debido a los reglamentos de la FMF, que no cumplen con los requisitos en cuanto a infraestructura, Uruapan no jugara la Temporada 2015-2016 de la Liga Premier.

- Curiosamente esos los 2 equipos ascendidos de Tercera a Nuevos Talentos -Club Deportivo Uruapan y Club Sporting Canamy- tuvieron roce en la final de partido, en la cual hubo golpes -de parte de Sporting Canamy-. Fuente: http://diarioabc.mx/noticias/?p=8925.

#### Grupo 2
| Logo                                       | Equipo                       | Sede                           | Entrenador          | Estadio                      | Filial de           |
| ------------------------------------------ | ---------------------------- | ------------------------------ | ------------------- | ---------------------------- | ------------------- |
|                                            | Celaya "B"                   | Soria, Guanajuato              | Rafael Bautista     | Miguel Alemán Valdés         | Club Celaya         |
|                                            | Colibríes de Malinalco       | Malinalco, Estado de México    | Marco Antonio Trejo | La Loma                      | Alebrijes de Oaxaca |
|                                            | Cuautla                      | Cuautla, Morelos               | Héctor Vidal        | Isidro Gil Tapia             |                     |
|                                            | Deportivo Gladiadores        | Cuautitlán, Estado de México   | Bandera de México   | Los Pinos                    |                     |
|                                            | Deportivo Nuevo Chimalhuacán | Chimalhuacán, Estado de México | Víctor Hugo Macedo  | Tepalcates                   |                     |
|                                            | F.C. Satélites               | Tulancingo de Bravo, Hidalgo   | Ángel Kamamoto      | Primero de Mayo              |                     |
|                                            | Lobos Prepa                  | Puebla, Puebla                 | Walter Paolella     | Olímpico de la BUAP          | Lobos BUAP          |
|                                            | Patriotas de Córdoba         | Córdoba, Veracruz              | Ignacio Morales     | Universidad Cristóbal Colón  |                     |
|                                            | Selva Cañera                 | Zacatepec, Morelos             | Mario Hernández     | Agustín Coruco Díaz          | Club Zacatepec      |
|                                            | Sporting Canamy              | México, D.F.                   | Juan Carlos Rico    | Momoxco                      |                     |
|                                            | Tigrillos de Chetumal        | Chetumal, Quintana Roo         | Mauricio Gómez      | 10 de Abril                  |                     |
|                                            | Garzas UAEH                  | Pachuca, Hidalgo               | Juan Gabriel Cruz   | Revolución Mexicana          | CF Pachuca          |
|                                            | Zorros de la UMSNH           | Morelia, Michoacán             | César Salazar       | Olímpico Venustiano Carranza |                     |
| Datos actualizados al 19 de junio de 2015. |                              |                                |                     |                              |                     |

## Tabla general
| Pos. | Equipo                       | Pts. | PJ | G | E | P | GF | GC | Dif. | Clasificación       |
| ---- | ---------------------------- | ---- | -- | - | - | - | -- | -- | ---- | ------------------- |
| 1    | C.D.U. Uruapan               | 29   | 12 | 8 | 2 | 2 | 20 | 14 | +6   |                     |
| 2    | F.C. Satélites               | 28   | 12 | 7 | 2 | 3 | 30 | 13 | +17  | Liguilla de ascenso |
| 3    | Real Zamora                  | 26   | 12 | 7 | 3 | 2 | 26 | 11 | +15  | Liguilla de ascenso |
| 4    | Cuautla                      | 26   | 12 | 8 | 2 | 2 | 24 | 14 | +10  | Liguilla de ascenso |
| 5    | Correcaminos "B"             | 26   | 12 | 6 | 3 | 3 | 21 | 15 | +6   | Liguilla de ascenso |
| 6    | Deportivo Gladiadores        | 24   | 12 | 6 | 3 | 3 | 23 | 19 | +4   | Liguilla de ascenso |
| 7    | Mineros de Fresnillo         | 23   | 12 | 5 | 6 | 1 | 17 | 7  | +10  |                     |
| 8    | Sporting Canamy              | 22   | 12 | 5 | 6 | 1 | 16 | 11 | +5   | Liguilla de ascenso |
| 9    | Académicos de Atlas          | 22   | 12 | 6 | 3 | 3 | 18 | 13 | +5   |                     |
| 10   | Lobos Prepa                  | 21   | 12 | 5 | 5 | 2 | 19 | 11 | +8   |                     |
| 11   | Tigrillos de Chetumal        | 21   | 12 | 6 | 1 | 5 | 22 | 17 | +5   | Liguilla de ascenso |
| 12   | Deportivo Nuevo Chimalhuacán | 21   | 12 | 5 | 4 | 3 | 14 | 12 | +2   | Liguilla de ascenso |
| 13   | Atlético San Luis "B"        | 20   | 12 | 5 | 4 | 3 | 26 | 14 | +12  |                     |
| 14   | Sahuayo F.C.                 | 20   | 12 | 5 | 5 | 2 | 20 | 14 | +6   |                     |
| 15   | Colibríes de Malinalco       | 19   | 12 | 5 | 2 | 5 | 28 | 19 | +9   |                     |
| 16   | Selva Cañera                 | 18   | 12 | 5 | 2 | 5 | 21 | 18 | +3   |                     |
| 17   | Patriotas de Córdoba         | 18   | 12 | 4 | 4 | 4 | 18 | 17 | +1   |                     |
| 18   | Necaxa "B"                   | 16   | 12 | 4 | 4 | 4 | 23 | 17 | +6   |                     |
| 19   | La Piedad                    | 14   | 12 | 4 | 2 | 6 | 14 | 17 | −3   |                     |
| 20   | Deportivo San Juan           | 9    | 12 | 3 | 0 | 9 | 12 | 23 | −11  |                     |
| 21   | Tecomán F.C.                 | 9    | 11 | 2 | 3 | 6 | 10 | 21 | −11  |                     |
| 22   | Celaya "B"                   | 9    | 12 | 1 | 4 | 7 | 9  | 22 | −13  |                     |
| 23   | Llaneros de Guadalupe        | 8    | 11 | 2 | 1 | 8 | 14 | 29 | −15  |                     |
| 24   | Club Calor                   | 6    | 12 | 1 | 2 | 9 | 13 | 36 | −23  |                     |
| 25   | Zorros de la UMSNH           | 6    | 12 | 1 | 2 | 9 | 12 | 46 | −34  |                     |
| 26   | Garzas UAEH                  | 3    | 12 | 0 | 3 | 9 | 7  | 30 | −23  |                     |

 Fuente: SoccerWay
Notas:
1. ↑  El C.D.U. Uruapan no pudo disputar la liguilla debido a que jugó como equipo invitado en esta liga
2. 1 2  El juego entre Tecomán y Llaneros de Guadalupe fue pospuesto en su fecha original debido a los efectos del Huracán Patricia en la región, el partido fue reprogramado para una fecha posterior, el equipo visitante no se presentó en el campo el día pactado, la Liga determinó dejar el partido sin disputarse ni adjudicar la victoria a ninguno de los clubes.

## Grupos

### Grupo 1
| Pos. | Equipo                | Pts. | PJ | G | E | P | GF | GC | Dif. | Clasificación       |
| ---- | --------------------- | ---- | -- | - | - | - | -- | -- | ---- | ------------------- |
| 1    | C.D.U. Uruapan        | 29   | 12 | 8 | 2 | 2 | 20 | 14 | +6   |                     |
| 2    | Real Zamora           | 26   | 12 | 7 | 3 | 2 | 26 | 11 | +15  | Liguilla de ascenso |
| 3    | Correcaminos "B"      | 26   | 12 | 6 | 3 | 3 | 21 | 15 | +6   | Liguilla de ascenso |
| 4    | Mineros de Fresnillo  | 23   | 12 | 5 | 6 | 1 | 17 | 7  | +10  |                     |
| 5    | Académicos de Atlas   | 22   | 12 | 6 | 3 | 3 | 18 | 13 | +5   |                     |
| 6    | Atlético San Luis "B" | 20   | 12 | 5 | 4 | 3 | 26 | 14 | +12  |                     |
| 7    | Sahuayo F.C.          | 20   | 12 | 5 | 5 | 2 | 20 | 14 | +6   |                     |
| 8    | Necaxa "B"            | 16   | 12 | 4 | 4 | 4 | 23 | 17 | +6   |                     |
| 9    | La Piedad             | 14   | 12 | 4 | 2 | 6 | 14 | 17 | −3   |                     |
| 10   | Deportivo San Juan    | 9    | 12 | 3 | 0 | 9 | 12 | 23 | −11  |                     |
| 11   | Tecomán F.C.          | 9    | 11 | 2 | 3 | 6 | 10 | 21 | −11  |                     |
| 12   | Llaneros de Guadalupe | 8    | 11 | 2 | 1 | 8 | 14 | 29 | −15  |                     |
| 13   | Club Calor            | 6    | 12 | 1 | 2 | 9 | 13 | 36 | −23  |                     |

 Fuente: SoccerWay
Notas:
1. ↑  El C.D.U. Uruapan no pudo disputar la liguilla debido a que jugó como equipo invitado en esta liga
2. 1 2  El juego entre Tecomán y Llaneros de Guadalupe fue pospuesto en su fecha original debido a los efectos del Huracán Patricia en la región, el partido fue reprogramado para una fecha posterior, el equipo visitante no se presentó en el campo el día pactado, la Liga determinó dejar el partido sin disputarse ni adjudicar la victoria a ninguno de los clubes.

### Grupo 2
| Pos. | Equipo                       | Pts. | PJ | G | E | P | GF | GC | Dif. | Clasificación       |
| ---- | ---------------------------- | ---- | -- | - | - | - | -- | -- | ---- | ------------------- |
| 1    | F.C. Satélites               | 28   | 12 | 7 | 2 | 3 | 30 | 13 | +17  | Liguilla de ascenso |
| 2    | Cuautla                      | 26   | 12 | 8 | 2 | 2 | 24 | 14 | +10  | Liguilla de ascenso |
| 3    | Deportivo Gladiadores        | 24   | 12 | 6 | 3 | 3 | 23 | 19 | +4   | Liguilla de ascenso |
| 4    | Sporting Canamy              | 22   | 12 | 5 | 6 | 1 | 16 | 11 | +5   | Liguilla de ascenso |
| 5    | Lobos Prepa                  | 21   | 12 | 5 | 5 | 2 | 19 | 11 | +8   |                     |
| 6    | Tigrillos de Chetumal        | 21   | 12 | 6 | 1 | 5 | 22 | 17 | +5   | Liguilla de ascenso |
| 7    | Deportivo Nuevo Chimalhuacán | 21   | 12 | 5 | 4 | 3 | 14 | 12 | +2   | Liguilla de ascenso |
| 8    | Colibríes de Malinalco       | 19   | 12 | 5 | 2 | 5 | 28 | 19 | +9   |                     |
| 9    | Selva Cañera                 | 18   | 12 | 5 | 2 | 5 | 21 | 18 | +3   |                     |
| 10   | Patriotas de Córdoba         | 18   | 12 | 4 | 4 | 4 | 18 | 17 | +1   |                     |
| 11   | Celaya "B"                   | 9    | 12 | 1 | 4 | 7 | 9  | 22 | −13  |                     |
| 12   | Zorros de la UMSNH           | 6    | 12 | 1 | 2 | 9 | 12 | 46 | −34  |                     |
| 13   | Garzas UAEH                  | 3    | 12 | 0 | 3 | 9 | 7  | 30 | −23  |                     |

 Fuente: SoccerWay

## Estadísticas
| Santiago López Mar                            | Deportivo Gladiadores F.C | 15 |
| Edgar Quintana Crespo                         | Colibríes de Malinalco    | 12 |
| Ricardo Zendejas                              | F.C Satélites             | 12 |
| Oscar Ramos Reynaga                           | Real Zamora               | 10 |
| Oscar Saavedra                                | Tigres Sahuayo            | 8  |
| David Martínez Larriva                        | Tigrillos de Chetumal     | 8  |
| Aldo del Razo                                 | Club Necaxa               | 7  |
| Raymundo Mejía                                | F.C Satélites             | 7  |
| José Moreno                                   | Selva Cañera              | 7  |
| Última actualización: 11 de noviembre de 2015 |                           |    |

| Jugador            | Equipo       | Autogoles |
| ------------------ | ------------ | --------- |
| Francisco Martínez | Zorros UMSNH | 1         |
| José Luis Carrillo | CD Uruapan   | 1         |

### Tripletas, póqueres o más
A continuación se detallan los tripletes conseguidos a lo largo de la temporada.
| Fecha     | Jugador            | Goles                 | Local                     |  | Resultado |  | Visitante        | Rep. |
| --------- | ------------------ | --------------------- | ------------------------- |  | --------- |  | ---------------- | ---- |
| 13-9-2015 | Santiago López Mar | 23' · 39' · 43' · 83' | Deportivo Gladiadores F.C |  | 5:2       |  | Zorros U.M.N.S.H |      |

## Torneo Regular

### Jornada 1
| Real Zamora        | 1 - 2    | Tecomán                                         | Unidad Deportiva El Chamizal         | 14 de agosto | 20:00      |
| Necaxa B           | 7 - 1    | Calor                                           | Casa Club Necaxa                     | 15 de agosto | 11:00      |
| Sahuayo            | 3 - 0    | Uruapan                                         | Unidad Deportiva Francisco García V. | 15 de agosto | 16:00      |
| Llaneros           | 0 - 4    | Mineros (Fresnillo)                             | Municipal Guadalupe Victoria         | 15 de agosto | 16:00      |
| La Piedad          | 2 - 0    | Atlético San Luis B                             | Juan N. López                        | 16 de agosto | 16:00      |
| Deportivo San Juan | 0 - 2    | Archivo:Correcaminos UAT.png Correcaminos UAT B | San Andrés                           | 16 de agosto | 16:00      |
| DESCANSO           | DESCANSO | DESCANSO                                        | Académicos                           | Académicos   | Académicos |

| Sporting Canamy              | 3 - 1    | Zorros UMSNH | Momoxco             | 15 de agosto | 12:00    |
| Deportivo Nuevo Chimalhuacán | 3 - 2    | Selva Cañera | Tepalcates          | 15 de agosto | 16:00    |
| Satélites                    | 2 - 2    | Celaya B     | Primero de Mayo     | 16 de agosto | 12:00    |
| Cuautla                      | 2 - 1    | Colibríes    | Isidro Gil Tapia    | 16 de agosto | 16:00    |
| Gladiadores                  | 2 - 2    | Patriotas    | Los Pinos           | 16 de agosto | 16:00    |
| Lobos Prepa                  | 3 - 0    | Garzas UAEH  | Olímpico de la BUAP | 19 de agosto | 12:00    |
| DESCANSO                     | DESCANSO | DESCANSO     | Chetumal            | Chetumal     | Chetumal |

### Jornada 2
| Archivo:Correcaminos UAT.png Correcaminos UAT B | 1 - 1    | Atlético San Luis B | Eugenio Alvizo Porras              | 22 de agosto | 10:00   |
| Calor                                           | 2 - 2    | Sahuayo             | Unidad Deportiva Gómez Palacio     | 22 de agosto | 12:00   |
| Académicos                                      | 2 - 0    | Deportivo San Juan  | Alfredo "Pistache" Torres          | 22 de agosto | 16:00   |
| Mineros (Fresnillo)                             | 1 - 0    | Necaxa B            | Unidad Deportiva Minera Fresnillo  | 22 de agosto | 19:00   |
| Uruapan                                         | 0 - 5    | Real Zamora         | Unidad Deportiva Hnos. López Rayón | 23 de agosto | 16:00   |
| La Piedad                                       | 2 - 1    | Llaneros            | Juan N. López                      | 23 de agosto | 16:00   |
| DESCANSO                                        | DESCANSO | DESCANSO            | Tecomán                            | Tecomán      | Tecomán |

| Garzas UAEH  | 1 - 3    | Chetumal                     | Revolución Mexicana         | 21 de agosto | 12:00       |
| Patriotas    | 4 - 0    | Deportivo Nuevo Chimalhuacán | Universidad Cristóbal Colón | 22 de agosto | 16:00       |
| Colibríes    | 0 - 1    | Sporting Canamy              | La Loma                     | 22 de agosto | 16:00       |
| Zorros UMSNH | 1 - 6    | Satélites                    | Venustiano Carranza         | 23 de agosto | 12:00       |
| Celaya B     | 0 - 0    | Lobos Prepa                  | Miguel Alemán Valdés        | 23 de agosto | 12:00       |
| Selva Cañera | 2 - 0    | Cuautla                      | Agustín Coruco Díaz         | 23 de agosto | 16:00       |
| DESCANSO     | DESCANSO | DESCANSO                     | Gladiadores                 | Gladiadores  | Gladiadores |

### Jornada 3
| Atlético San Luis B | 1 - 0    | Académicos                                      | Plan de San Luis                     | 28 de agosto       | 20:00              |
| Real Zamora         | 5 - 0    | Calor                                           | Unidad Deportiva El Chamizal         | 28 de agosto       | 20:00              |
| Necaxa B            | 1 - 1    | La Piedad                                       | Casa Club Necaxa                     | 29 de agosto       | 11:00              |
| Sahuayo             | 1 - 1    | Mineros (Fresnillo)                             | Unidad Deportiva Francisco García V. | 29 de agosto       | 16:00              |
| Llaneros            | 2 - 2    | Archivo:Correcaminos UAT.png Correcaminos UAT B | Municipal Guadalupe Victoria         | 30 de agosto       | 16:00              |
| Tecomán             | 0 - 2    | Uruapan                                         | Víctor Eduardo Sevilla Torres        | 30 de agosto       | 16:00              |
| DESCANSO            | DESCANSO | DESCANSO                                        | Deportivo San Juan                   | Deportivo San Juan | Deportivo San Juan |

| Lobos Prepa     | 4 - 0    | Zorros UMSNH | Olímpico de la BUAP          | 28 de agosto                 | 10:00                        |
| Sporting Canamy | 2 - 1    | Satélites    | Momoxco                      | 29 de agosto                 | 12:00                        |
| Colibríes       | 3 - 3    | Selva Cañera | La Loma                      | 29 de agosto                 | 16:00                        |
| Chetumal        | 1 - 0    | Celaya B     | 10 de Abril                  | 29 de agosto                 | 19:00                        |
| Cuautla         | 3 - 2    | Patriotas    | Isidro Gil Tapia             | 30 de agosto                 | 16:00                        |
| Gladiadores     | 2 - 0    | Garzas UAEH  | Los Pinos                    | 23 de septiembre             | 16:00                        |
| DESCANSO        | DESCANSO | DESCANSO     | Deportivo Nuevo Chimalhuacán | Deportivo Nuevo Chimalhuacán | Deportivo Nuevo Chimalhuacán |

### Jornada 4
| Archivo:Correcaminos UAT.png Correcaminos UAT B | 2 - 2    | Necaxa B            | Eugenio Alvizo Porras             | 5 de septiembre | 10:00   |
| Calor                                           | 3 - 2    | Tecomán             | Unidad Deportiva Gómez Palacio    | 5 de septiembre | 16:00   |
| Académicos                                      | 1 - 0    | Llaneros            | Alfredo "Pistache" Torres         | 5 de septiembre | 16:00   |
| Mineros (Fresnillo)                             | 1 - 1    | Real Zamora         | Unidad Deportiva Minera Fresnillo | 5 de septiembre | 19:00   |
| Deportivo San Juan                              | 1 - 4    | Atlético San Luis B | San Andrés                        | 6 de septiembre | 16:00   |
| La Piedad                                       | 1 - 2    | Sahuayo             | Juan N. López                     | 6 de septiembre | 16:00   |
| DESCANSO                                        | DESCANSO | DESCANSO            | Uruapan                           | Uruapan         | Uruapan |

| Garzas UAEH  | 0 - 2    | Deportivo Nuevo Chimalhuacán | Revolución Mexicana         | 4 de septiembre | 12:00   |
| Patriotas    | 1 - 1    | Colibríes                    | Universidad Cristóbal Colón | 5 de septiembre | 16:00   |
| Satélites    | 1 - 2    | Lobos Prepa                  | Primero de Mayo             | 6 de septiembre | 12:00   |
| Zorros UMSNH | 1 - 5    | Chetumal                     | Venustiano Carranza         | 6 de septiembre | 12:00   |
| Celaya B     | 0 - 2    | Gladiadores                  | Miguel Alemán Valdés        | 6 de septiembre | 12:00   |
| Selva Cañera | 0 - 1    | Sporting Canamy              | Agustín Coruco Díaz         | 6 de septiembre | 16:00   |
| DESCANSO     | DESCANSO | DESCANSO                     | Cuautla                     | Cuautla         | Cuautla |

### Jornada 5
| Real Zamora | 2 - 0    | La Piedad                                       | Unidad Deportiva El Chamizal         | 11 de septiembre    | 20:00               |
| Necaxa B    | 2 - 3    | Académicos                                      | Casa Club Necaxa                     | 12 de septiembre    | 11:00               |
| Sahuayo     | 0 - 1    | Archivo:Correcaminos UAT.png Correcaminos UAT B | Unidad Deportiva Francisco García V. | 12 de septiembre    | 16:00               |
| Llaneros    | 1 - 2    | Deportivo San Juan                              | Municipal Guadalupe Victoria         | 13 de septiembre    | 16:00               |
| Uruapan     | 3 - 0    | Calor                                           | Unidad Deportiva Hnos. López Rayón   | 13 de septiembre    | 16:00               |
| Tecomán     | 1 - 1    | Mineros (Fresnillo)                             | Víctor Eduardo Sevilla Torres        | 13 de septiembre    | 16:00               |
| DESCANSO    | DESCANSO | DESCANSO                                        | Atlético San Luis B                  | Atlético San Luis B | Atlético San Luis B |

| Sporting Canamy              | 0 - 0    | Lobos Prepa  | Momoxco             | 12 de septiembre | 12:00     |
| Deportivo Nuevo Chimalhuacán | 2 - 2    | Celaya B     | Tepalcates          | 12 de septiembre | 16:00     |
| Chetumal                     | 0 - 2    | Satélites    | 10 de Abril         | 12 de septiembre | 19:00     |
| Gladiadores                  | 5 - 2    | Zorros UMSNH | Los Pinos           | 13 de septiembre | 16:00     |
| Selva Cañera                 | 2 - 0    | Patriotas    | Agustín Coruco Díaz | 13 de septiembre | 16:00     |
| Cuautla                      | 4 - 0    | Garzas UAEH  | Isidro Gil Tapia    | 13 de septiembre | 16:00     |
| DESCANSO                     | DESCANSO | DESCANSO     | Colibríes           | Colibríes        | Colibríes |

### Jornada 6
| Atlético San Luis B                             | 5 - 1    | Llaneros    | Plan de San Luis                  | 18 de septiembre | 20:00 |
| Archivo:Correcaminos UAT.png Correcaminos UAT B | 1 - 2    | Real Zamora | Eugenio Alvizo Porras             | 19 de septiembre | 10:00 |
| Académicos                                      | 4 - 1    | Sahuayo     | Alfredo "Pistache" Torres         | 19 de septiembre | 16:00 |
| Mineros (Fresnillo)                             | 0 - 1    | Uruapan     | Unidad Deportiva Minera Fresnillo | 19 de septiembre | 19:00 |
| La Piedad                                       | 3 - 0    | Tecomán     | Juan N. López                     | 20 de septiembre | 16:00 |
| Deportivo San Juan                              | 3 - 4    | Necaxa B    | San Andrés                        | 20 de septiembre | 16:00 |
| DESCANSO                                        | DESCANSO | DESCANSO    | Calor                             | Calor            | Calor |

| Lobos Prepa  | 2 - 0    | Chetumal                     | Olímpico de la BUAP         | 18 de septiembre | 10:00        |
| Garzas UAEH  | 1 - 6    | Colibríes                    | Revolución Mexicana         | 18 de septiembre | 12:00        |
| Patriotas    | 1 - 1    | Sporting Canamy              | Universidad Cristóbal Colón | 19 de septiembre | 16:00        |
| Satélites    | 3 - 0    | Gladiadores                  | Primero de Mayo             | 20 de septiembre | 12:00        |
| Zorros UMSNH | 0 - 3    | Deportivo Nuevo Chimalhuacán | Venustiano Carranza         | 20 de septiembre | 12:00        |
| Celaya B     | 0 - 3    | Cuautla                      | Miguel Alemán Valdés        | 20 de septiembre | 12:00        |
| DESCANSO     | DESCANSO | DESCANSO                     | Selva Cañera                | Selva Cañera     | Selva Cañera |

### Jornada 7
| Real Zamora | 2 - 1    | Académicos                                      | Unidad Deportiva El Chamizal         | 25 de septiembre | 20:00    |
| Necaxa B    | 2 - 0    | Atlético San Luis B                             | Casa Club Necaxa                     | 26 de septiembre | 11:00    |
| Calor       | 1 - 1    | Mineros (Fresnillo)                             | Unidad Deportiva Gómez Palacio       | 26 de septiembre | 16:00    |
| Sahuayo     | 2 - 1    | Deportivo San Juan                              | Unidad Deportiva Francisco García V. | 26 de septiembre | 16:00    |
| Uruapan     | 0 - 0    | La Piedad                                       | Unidad Deportiva Hnos. López Rayón   | 27 de septiembre | 16:00    |
| Tecomán     | 0 - 3    | Archivo:Correcaminos UAT.png Correcaminos UAT B | Víctor Eduardo Sevilla Torres        | 27 de septiembre | 16:00    |
| DESCANSO    | DESCANSO | DESCANSO                                        | Llaneros                             | Llaneros         | Llaneros |

| Sporting Canamy              | 2 - 2    | Chetumal     | Momoxco             | 26 de septiembre | 12:00     |
| Deportivo Nuevo Chimalhuacán | 1 - 1    | Satélites    | Tepalcates          | 26 de septiembre | 16:00     |
| Colibríes                    | 4 - 0    | Celaya B     | La Loma             | 26 de septiembre | 16:00     |
| Gladiadores                  | 3 - 3    | Lobos Prepa  | Los Pinos           | 27 de septiembre | 16:00     |
| Selva Cañera                 | 4 - 2    | Garzas UAEH  | Agustín Coruco Díaz | 27 de septiembre | 16:00     |
| Cuautla                      | 1 - 1    | Zorros UMSNH | Isidro Gil Tapia    | 27 de septiembre | 16:00     |
| DESCANSO                     | DESCANSO | DESCANSO     | Patriotas           | Patriotas        | Patriotas |

### Jornada 8
| Atlético San Luis B                             | 1 - 1    | Sahuayo     | Plan de San Luis             | 2 de octubre        | 20:00               |
| Archivo:Correcaminos UAT.png Correcaminos UAT B | 0 - 2    | Uruapan     | Eugenio Alvizo Porras        | 3 de octubre        | 10:00               |
| Académicos                                      | 0 - 0    | Tecomán     | Alfredo "Pistache" Torres    | 3 de octubre        | 16:00               |
| Llaneros                                        | 1 - 0    | Necaxa B    | Municipal Guadalupe Victoria | 4 de octubre        | 16:00               |
| Deportivo San Juan                              | 0 - 1    | Real Zamora | San Andrés                   | 4 de octubre        | 16:00               |
| La Piedad                                       | 2 - 1    | Calor       | Juan N. López                | 4 de octubre        | 16:00               |
| DESCANSO                                        | DESCANSO | DESCANSO    | Mineros (Fresnillo)          | Mineros (Fresnillo) | Mineros (Fresnillo) |

| Lobos Prepa  | 0 - 0    | Deportivo Nuevo Chimalhuacán | Olímpico de la BUAP  | 2 de octubre    | 10:00           |
| Garzas UAEH  | 1 - 1    | Patriotas                    | Revolución Mexicana  | 2 de octubre    | 12:00           |
| Chetumal     | 4 - 0    | Gladiadores                  | 10 de Abril          | 3 de octubre    | 19:00           |
| Celaya B     | 0 - 1    | Selva Cañera                 | Miguel Alemán Valdés | 4 de octubre    | 12:00           |
| Zorros UMSNH | 1 - 4    | Colibríes                    | Venustiano Carranza  | 4 de octubre    | 12:00           |
| Satélites    | 2 - 3    | Cuautla                      | Primero de Mayo      | 4 de octubre    | 12:00           |
| DESCANSO     | DESCANSO | DESCANSO                     | Sporting Canamy      | Sporting Canamy | Sporting Canamy |

### Jornada 9
| Real Zamora         | 1 - 1    | Atlético San Luis B                             | Unidad Deportiva El Chamizal         | 9 de octubre  | 20:00    |
| Calor               | 0 - 1    | Archivo:Correcaminos UAT.png Correcaminos UAT B | Unidad Deportiva Gómez Palacio       | 10 de octubre | 16:00    |
| Sahuayo             | 4 - 0    | Llaneros                                        | Unidad Deportiva Francisco García V. | 10 de octubre | 16:00    |
| Mineros (Fresnillo) | 3 - 0    | La Piedad                                       | Unidad Deportiva Minera Fresnillo    | 10 de octubre | 19:00    |
| Uruapan             | 2 - 2    | Académicos                                      | Unidad Deportiva Hnos. López Rayón   | 11 de octubre | 16:00    |
| Tecomán             | 2 - 1    | Deportivo San Juan                              | Víctor Eduardo Sevilla Torres        | 11 de octubre | 16:00    |
| DESCANSO            | DESCANSO | DESCANSO                                        | Necaxa B                             | Necaxa B      | Necaxa B |

| Sporting Canamy              | 2 - 2    | Gladiadores  | Momoxco                     | 10 de octubre | 12:00       |
| Patriotas                    | 1 - 0    | Celaya B     | Universidad Cristóbal Colón | 10 de octubre | 16:00       |
| Deportivo Nuevo Chimalhuacán | 1 - 0    | Chetumal     | Tepalcates                  | 10 de octubre | 16:00       |
| Colibríes                    | 1 - 3    | Satélites    | La Loma                     | 10 de octubre | 16:00       |
| Selva Cañera                 | 5 - 0    | Zorros UMSNH | Agustín Coruco Díaz         | 11 de octubre | 16:00       |
| Cuautla                      | 2 - 1    | Lobos Prepa  | Isidro Gil Tapia            | 11 de octubre | 16:00       |
| DESCANSO                     | DESCANSO | DESCANSO     | Garzas UAEH                 | Garzas UAEH   | Garzas UAEH |

### Jornada 10
| Atlético San Luis B                             | 3 - 1    | Tecomán             | Plan de San Luis             | 16 de octubre | 20:00     |
| Archivo:Correcaminos UAT.png Correcaminos UAT B | 1 - 3    | Mineros (Fresnillo) | Eugenio Alvizo Porras        | 17 de octubre | 10:00     |
| Necaxa B                                        | 1 - 1    | Sahuayo             | Casa Club Necaxa             | 17 de octubre | 11:00     |
| Académicos                                      | 2 - 1    | Calor               | Alfredo "Pistache" Torres    | 17 de octubre | 16:00     |
| Llaneros                                        | 2 - 4    | Real Zamora         | Municipal Guadalupe Victoria | 18 de octubre | 16:00     |
| Deportivo San Juan                              | 0 - 2    | Uruapan             | San Andrés                   | 18 de octubre | 16:00     |
| DESCANSO                                        | DESCANSO | DESCANSO            | La Piedad                    | La Piedad     | La Piedad |

| Lobos Prepa  | 1 - 2    | Colibríes                    | Olímpico de la BUAP | 16 de octubre | 10:00    |
| Garzas UAEH  | 0 - 0    | Sporting Canamy              | Revolución Mexicana | 16 de octubre | 12:00    |
| Chetumal     | 2 - 1    | Cuautla                      | 10 de Abril         | 17 de octubre | 19:00    |
| Satélites    | 4 - 1    | Selva Cañera                 | Primero de Mayo     | 18 de octubre | 12:00    |
| Zorros UMSNH | 0 - 3    | Patriotas                    | Venustiano Carranza | 18 de octubre | 12:00    |
| Gladiadores  | 1 - 0    | Deportivo Nuevo Chimalhuacán | Los Pinos           | 18 de octubre | 16:00    |
| DESCANSO     | DESCANSO | DESCANSO                     | Celaya B            | Celaya B      | Celaya B |

### Jornada 11
| Calor               | 1 - 2    | Deportivo San Juan                              | Unidad Deportiva Gómez Palacio     | 23 de octubre  | 16:00   |
| Uruapan             | 2 - 1    | Atlético San Luis B                             | Unidad Deportiva Hnos. López Rayón | 4 de noviembre | 15:00   |
| La Piedad           | 2 - 4    | Archivo:Correcaminos UAT.png Correcaminos UAT B | Juan N. López                      | 4 de noviembre | 15:30   |
| Mineros (Fresnillo) | 0 - 0    | Académicos                                      | Unidad Deportiva Minera Fresnillo  | 4 de noviembre | 19:00   |
| Real Zamora         | 1 - 1    | Necaxa B                                        | Unidad Deportiva El Chamizal       | 4 de noviembre | 20:00   |
| Tecomán             | CANC.    | Llaneros                                        | X                                  | X              | X       |
| DESCANSO            | DESCANSO | DESCANSO                                        | Sahuayo                            | Sahuayo        | Sahuayo |

| Garzas UAEH     | 1 - 2    | Celaya B                     | Revolución Mexicana         | 23 de octubre | 12:00        |
| Sporting Canamy | 1 - 0    | Deportivo Nuevo Chimalhuacán | Momoxco                     | 24 de octubre | 12:00        |
| Patriotas       | 0 - 3    | Satélites                    | Universidad Cristóbal Colón | 24 de octubre | 16:00        |
| Colibríes       | 4 - 2    | Chetumal                     | La Loma                     | 24 de octubre | 16:00        |
| Cuautla         | 1 - 0    | Gladiadores                  | Isidro Gil Tapia            | 25 de octubre | 16:00        |
| Selva Cañera    | 1 - 1    | Lobos Prepa                  | Agustín Coruco Díaz         | 25 de octubre | 16:00        |
| DESCANSO        | DESCANSO | DESCANSO                     | Zorros UMSNH                | Zorros UMSNH  | Zorros UMSNH |

### Jornada 12
| Atlético San Luis B | 6 - 2    | Calor               | Plan de San Luis                                | 30 de octubre                                   | 20:00                                           |
| Necaxa B            | 3 - 1    | Tecomán             | Casa Club Necaxa                                | 31 de octubre                                   | 11:00                                           |
| Académicos          | 2 - 1    | La Piedad           | Alfredo "Pistache" Torres                       | 31 de octubre                                   | 16:00                                           |
| Sahuayo             | 2 - 1    | Real Zamora         | Unidad Deportiva Francisco García V.            | 31 de octubre                                   | 16:00                                           |
| Llaneros            | 3 - 4    | Uruapan             | Municipal Guadalupe Victoria                    | 1 de noviembre                                  | 16:00                                           |
| Deportivo San Juan  | 1 - 2    | Mineros (Fresnillo) | San Andrés                                      | 1 de noviembre                                  | 16:00                                           |
| DESCANSO            | DESCANSO | DESCANSO            | Archivo:Correcaminos UAT.png Correcaminos UAT B | Archivo:Correcaminos UAT.png Correcaminos UAT B | Archivo:Correcaminos UAT.png Correcaminos UAT B |

| Lobos Prepa                  | 2 - 0    | Patriotas    | Olímpico de la BUAP | 30 de octubre  | 10:00     |
| Sporting Canamy              | 1 - 1    | Celaya B     | Momoxco             | 31 de octubre  | 12:00     |
| Deportivo Nuevo Chimalhuacán | 1 - 1    | Cuautla      | Tepalcates          | 31 de octubre  | 16:00     |
| Chetumal                     | 1 - 0    | Selva Cañera | 10 de Abril         | 31 de octubre  | 19:00     |
| Zorros UMSNH                 | 1 - 1    | Garzas UAEH  | Venustiano Carranza | 1 de noviembre | 12:00     |
| Gladiadores                  | 3 - 2    | Colibríes    | Los Pinos           | 1 de noviembre | 16:00     |
| DESCANSO                     | DESCANSO | DESCANSO     | Satélites           | Satélites      | Satélites |

### Jornada 13
| Calor                                           | 1 - 3    | Llaneros            | Unidad Deportiva Gómez Palacio     | 6 de noviembre | 16:00       |
| Archivo:Correcaminos UAT.png Correcaminos UAT B | 3 - 1    | Académicos          | Eugenio Alvizo Porras              | 7 de noviembre | 11:00       |
| Mineros (Fresnillo)                             | 0 - 0    | Atlético San Luis B | Unidad Deportiva Minera Fresnillo  | 7 de noviembre | 19:00       |
| Tecomán                                         | 1 - 1    | Sahuayo             | Víctor Eduardo Sevilla Torres      | 8 de noviembre | 15:00       |
| La Piedad                                       | 0 - 1    | Deportivo San Juan  | Juan N. López                      | 8 de noviembre | 15:00       |
| Uruapan                                         | 2 - 0    | Necaxa B            | Unidad Deportiva Hnos. López Rayón | 8 de noviembre | 16:00       |
| DESCANSO                                        | DESCANSO | DESCANSO            | Real Zamora                        | Real Zamora    | Real Zamora |

| Garzas UAEH  | 0 - 2    | Satélites                    | Revolución Mexicana         | 6 de noviembre | 12:00       |
| Colibríes    | 0 - 1    | Deportivo Nuevo Chimalhuacán | La Loma                     | 7 de noviembre | 15:00       |
| Patriotas    | 3 - 2    | Chetumal                     | Universidad Cristóbal Colón | 7 de noviembre | 16:00       |
| Celaya B     | 2 - 4    | Zorros UMSNH                 | Miguel Alemán Valdés        | 8 de noviembre | 12:00       |
| Selva Cañera | 0 - 3    | Gladiadores                  | Agustín Coruco Díaz         | 8 de noviembre | 15:00       |
| Cuautla      | 3 - 2    | Sporting Canamy              | Isidro Gil Tapia            | 8 de noviembre | 16:00       |
| DESCANSO     | DESCANSO | DESCANSO                     | Lobos Prepa                 | Lobos Prepa    | Lobos Prepa |

## Tabla de promedios
| Posición | Equipo                         | Puntos | Juegos | Cociente |
| -------- | ------------------------------ | ------ | ------ | -------- |
| 1        | Uruapan                        | 29     | 12     | 2.4167   |
| 2        | FC Satélites                   | 28     | 12     | 2.3333   |
| 3        | Real Zamora                    | 26     | 12     | 2.1667   |
| 4        | Cuautla                        | 26     | 12     | 2.1667   |
| 5        | U.A Tamaulipas                 | 26     | 12     | 2.1667   |
| 6        | Deportivo Gladiadores FC       | 24     | 12     | 2        |
| 7        | Mineros de Fresnillo           | 23     | 12     | 1.9167   |
| 8        | Académicos de Atlas            | 22     | 12     | 1.8333   |
| 9        | Sporting Canamy                | 22     | 12     | 1.8333   |
| 10       | Lobos Prepa                    | 21     | 12     | 1.75     |
| 11       | Tigrillos de Chetumal          | 21     | 12     | 1.75     |
| 12       | Deportivo Nuevo Chimalhuacán   | 21     | 12     | 1.75     |
| 13       | Atlético San Luis B            | 20     | 12     | 1.6667   |
| 14       | Sahuayo FC                     | 20     | 12     | 1.6667   |
| 15       | Colibríes de Malinalco         | 19     | 12     | 1.5833   |
| 16       | Selva Cañera                   | 18     | 12     | 1.5      |
| 17       | Patriotas de Córdoba           | 18     | 12     | 1.5      |
| 18       | Necaxa B                       | 16     | 12     | 1.3333   |
| 19       | La Piedad                      | 14     | 12     | 1.1667   |
| 20       | Tecomán FC                     | 9      | 11*    | 0.8182   |
| 21       | Deportivo San Juan             | 9      | 12     | 0.75     |
| 22       | Celaya B                       | 9      | 12     | 0.75     |
| 23       | Llaneros de Guadalupe Victoria | 8      | 11*    | 0.7273   |
| 24       | Calor de Gómez Palacio         | 6      | 12     | 0.5      |
| 25       | U.M.S.N.H                      | 6      | 12     | 0.5      |
| 26       | Garzas U.A Hidalgo             | 3      | 12     | 0.25     |

     Desciende a la Tercera División.

## Liguilla

### Liguilla de Liga
|  | Cuartos de final                                             | Cuartos de final                                             | Cuartos de final                                             |   |             | Semifinales                                              | Semifinales                                              | Semifinales                                              |  |  | Final                                        | Final                                        | Final                                        |
|  | 14 y 15 de noviembre (Ida) 20, 21 y 22 de noviembre (Vuelta) | 14 y 15 de noviembre (Ida) 20, 21 y 22 de noviembre (Vuelta) | 14 y 15 de noviembre (Ida) 20, 21 y 22 de noviembre (Vuelta) |   |             | 25 y 26 de noviembre (Ida) 28 y 29 de noviembre (Vuelta) | 25 y 26 de noviembre (Ida) 28 y 29 de noviembre (Vuelta) | 25 y 26 de noviembre (Ida) 28 y 29 de noviembre (Vuelta) |  |  | 2 de diciembre (Ida) 5 de diciembre (Vuelta) | 2 de diciembre (Ida) 5 de diciembre (Vuelta) | 2 de diciembre (Ida) 5 de diciembre (Vuelta) |
|  |                                                              |                                                              |                                                              |   |             |                                                          |                                                          |                                                          |  |  |                                              |                                              |                                              |
|  | Real Zamora                                                  | 1                                                            | 2                                                            |   |             |                                                          |                                                          |                                                          |  |  |                                              |                                              |                                              |
|  | Chetumal                                                     | 0                                                            | 0                                                            |   |             |                                                          |                                                          |                                                          |  |  |                                              |                                              |                                              |
|  | Chetumal                                                     | 0                                                            | 0                                                            |   | Real Zamora | 0                                                        | 2                                                        |                                                          |  |  |                                              |                                              |                                              |
|  |                                                              |                                                              |                                                              |   | Real Zamora | 0                                                        | 2                                                        |                                                          |  |  |                                              |                                              |                                              |
|  |                                                              | Cuautla                                                      | 2                                                            | 0 |             |                                                          |                                                          |                                                          |  |  |                                              |                                              |                                              |
|  | Cuautla                                                      | Cuautla                                                      | 2                                                            | 0 | 0           | 1                                                        |                                                          |                                                          |  |  |                                              |                                              |                                              |
|  | Cuautla                                                      |                                                              |                                                              |   | 0           | 1                                                        |                                                          |                                                          |  |  |                                              |                                              |                                              |
|  | Sporting Canamy                                              | 1                                                            | 0                                                            |   |             |                                                          |                                                          |                                                          |  |  |                                              |                                              |                                              |
|  |                                                              |                                                              |                                                              |   |             |                                                          |                                                          |                                                          |  |  | Real Zamora                                  | 0                                            | 0                                            |
|  |                                                              |                                                              | Universidad Autónoma de Tamaulipas                           | 1 | 0           |                                                          |                                                          |                                                          |  |  |                                              |                                              |                                              |
|  | Satélites                                                    | 1                                                            | 2                                                            |   |             |                                                          |                                                          |                                                          |  |  |                                              |                                              |                                              |
|  | Nuevo Chimalhuacán                                           | 0                                                            | 0                                                            |   |             |                                                          |                                                          |                                                          |  |  |                                              |                                              |                                              |
|  | Nuevo Chimalhuacán                                           | 0                                                            | 0                                                            |   | Satélites   | 0                                                        | 2                                                        |                                                          |  |  |                                              |                                              |                                              |
|  |                                                              |                                                              |                                                              |   | Satélites   | 0                                                        | 2                                                        |                                                          |  |  |                                              |                                              |                                              |
|  |                                                              | Universidad Autónoma de Tamaulipas                           | 1                                                            | 3 |             |                                                          |                                                          |                                                          |  |  |                                              |                                              |                                              |
|  | Universidad Autónoma de Tamaulipas                           | Universidad Autónoma de Tamaulipas                           | 1                                                            | 3 | 2           | 3                                                        |                                                          |                                                          |  |  |                                              |                                              |                                              |
|  | Universidad Autónoma de Tamaulipas                           |                                                              |                                                              |   | 2           | 3                                                        |                                                          |                                                          |  |  |                                              |                                              |                                              |
|  | Gladiadores                                                  | 2                                                            | 0                                                            |   |             |                                                          |                                                          |                                                          |  |  |                                              |                                              |                                              |

|                                                       |
| Universidad Autónoma de Tamaulipas Campeón 2º título. |

#### Cuartos de final
| 14 de noviembre, 16:00 | Chetumal | 0:1     | Real Zamora  | Estadio 10 de Abril, Chetumal, Quintana Roo |                              |
|                        |          | Reporte | O. Ramos 48' | Asistencia: 350 espectadores                | Asistencia: 350 espectadores |

| 21 de noviembre, 20:00                                       | Real Zamora                 | 2:0     | Chetumal | Unidad Deportiva El Chamizal, Zamora, Michoacán |                              |
|                                                              | O. Ramos 35' · I. Reyes 79' | Reporte |          | Asistencia: 800 espectadores                    | Asistencia: 800 espectadores |
| Con marcador global de 3-0, Real Zamora avanza a semifinales |                             |         |          |                                                 |                              |

| 14 de noviembre, 15:00 | Sporting Canamy | 1:0     | Cuautla | Estadio Momoxco, Xochimilco, Ciudad de México |                              |
|                        | O. Figueroa 2'  | Reporte |         | Asistencia: 400 espectadores                  | Asistencia: 400 espectadores |

| 22 de noviembre, 16:00                                                                                   | Cuautla       | 1:0     | Sporting Canamy | Estadio Isidro Gil Tapia, Cuautla, Morelos |                                |
| | A. Cortez 75' | Reporte |                 | Asistencia: 1,500 espectadores             | Asistencia: 1,500 espectadores |
| Pese a empatar 1-1 en el marcador global, Cuautla avanza a semifinales por su mejor posición en la tabla |               |         |                 |                                            |                                |

| 14 de noviembre, 16:00 | Nuevo Chimalhuacán | 0:1     | Satélites    | Estadio Tepalcates, Chimalhuacán, Estado de México |                              |
|                        |                    | Reporte | R. Mejía 68' | Asistencia: 250 espectadores                       | Asistencia: 250 espectadores |

| 22 de noviembre, 12:00                                     | Satélites                       | 2:0     | Nuevo Chimalhuacán | Estadio Primero de Mayo, Tulancingo, Hidalgo |                                |
|                                                            | R. Zendejas 50' · N. Urbano 79' | Reporte |                    | Asistencia: 1,200 espectadores               | Asistencia: 1,200 espectadores |
| Con marcador global de 3-0, Satélites avanza a semifinales |                                 |         |                    |                                              |                                |

| 15 de noviembre, 16:00 | Gladiadores                 | 2:2     | U. Autónoma de Tamaulipas    | Estadio Los Pinos, Cuautitlán, Estado de México |                              |
|                        | M. Merlo 25' · S. López 29' | Reporte | M. Reyes 51' · L. Franco 89' | Asistencia: 500 espectadores                    | Asistencia: 500 espectadores |

| 20 de noviembre, 20:00                                                              | U. Autónoma de Tamaulipas        | 3:0     | Gladiadores | Estadio Marte R. Gómez, Ciudad Victoria, Tamaulipas |                                |
|                                                                                     | M. Reyes 5', 13' · L. Franco 79' | Reporte |             | Asistencia: 1,000 espectadores                      | Asistencia: 1,000 espectadores |
| Con marcador global de 5-2, Universidad Autónoma de Tamaulipas avanza a semifinales |                                  |         |             |                                                     |                                |

#### Semifinales
| 25 de noviembre, 15:00 | Cuautla                               | 2:0     | Real Zamora | Estadio Isidro Gil Tapia, Cuautla, Morelos |                                |
|                        | O. Aragón 35' · J. Negrete 43' (a.g.) | Reporte |             | Asistencia: 2,000 espectadores             | Asistencia: 2,000 espectadores |

| 28 de noviembre, 20:00                                                                                    | Real Zamora                     | 2:0     | Cuautla | Unidad Deportiva El Chamizal, Zamora |                                |
| | O. Ramos 76' · G. Rodríguez 87' | Reporte |         | Asistencia: 2,000 espectadores       | Asistencia: 2,000 espectadores |
| Pese a empatar 2-2 en el marcador global, Real Zamora avanza a la final por su mejor posición en la tabla |                                 |         |         |                                      |                                |

| 26 de noviembre, 20:00 | U. Autónoma de Tamaulipas | 1:0     | Satélites | Estadio Marte R. Gómez, Ciudad Victoria, Tamaulipas |                                |
|                        | O. Jiménez 2'             | Reporte |           | Asistencia: 2,000 espectadores                      | Asistencia: 2,000 espectadores |

| 29 de noviembre, 12:00                                                           | Satélites                      | 2:3     | U. Autónoma de Tamaulipas                        | Estadio Primero de Mayo, Tulancingo, Hidalgo |                              |
|                                                                                  | R. Mejía 24' · R. Zendejas 56' | Reporte | M. Reyes 43' · K. Fernández 90' · O. Jiménez 90' | Asistencia: 600 espectadores                 | Asistencia: 600 espectadores |
| Con marcador global de 4-2, Universidad Autónoma de Tamaulipas avanza a la final |                                |         |                                                  |                                              |                              |

#### Final
| 3 de diciembre, 20:00 | U. Autónoma de Tamaulipas | 1:0     | Real Zamora | Estadio Marte R. Gómez, Ciudad Victoria, Tamaulipas |                                |
|                       | L. Franco 8'              | Reporte |             | Asistencia: 3,000 espectadores                      | Asistencia: 3,000 espectadores |

| 6 de diciembre, 16:00                                                                              | Real Zamora | 0:0     | U. Autónoma de Tamaulipas | Unidad Deportiva El Chamizal, Zamora |                                |
| |             | Reporte |                           | Asistencia: 3,000 espectadores       | Asistencia: 3,000 espectadores |
| Con marcador global de 1-0, Universidad Autónoma de Tamaulipas es campeón del Torneo Apertura 2015 |             |         |                           |                                      |                                |

### Final - Ida
| 92    | POR   | Daniel Cruz Grijalva      |     |
| 84    | DEF   | Leonardo Franco Hernández |     |
| 94    | DEF   | David Lorenzana           |     |
| 186   | DEF   | Daniel Hernández Reynaga  |     |
| 187   | DEF   | Mauricio Alejandre        |     |
| 83    | MED   | Andrés Rincón             |     |
| 88    | MED   | Orlando Jiménez Mireles   | 68' |
| 89    | MED   | Osiel Rosales             | 77' |
| 98    | MED   | Jesús Moreno Cruz         | 45' |
| 181   | DEL   | Jorge Cruz Castillo       |     |
| 86    | DEL   | Martín Obayram Reyes      |     |
| D. T. | D. T. | Jorge Alberto Urbina      |     |

| 20    | POR   | Héctor Lomelí de Anda      |     |
| 2     | DEF   | Efrén Ceja                 | 85' |
| 3     | DEF   | Japheth Negrete            |     |
| 4     | DEF   | José Carlos Zárate         |     |
| 5     | DEF   | Iván Reyes Ayala           |     |
| 8     | MED   | Andrés Mendoza Rivera      |     |
| 13    | MED   | Carlos Magaña Luna         |     |
| 19    | MED   | César Arriaga              |     |
| 21    | MED   | Gustavo Rodríguez González |     |
| 7     | DEL   | Óscar Ramos Reynaga        |     |
| 11    | DEL   | Aarón Tello Alfaro         | 46' |
| D. T. | D. T. | Arturo Espinoza            |     |

| 183 | Delantero      | Luis Andrés Paz        | 45' |
| 91  | Centrocampista | Ángel Jaime            | 68' |
| 93  | Delantero      | Kevin Fernández Varela | 77' |

| 22 | Centrocampista | Jesús García Minguela | 46' |
| 12 | Defensa        | Víctor Fraga          | 85' |

| 8' | Leonardo Franco Hernández | 1:0 |

| 28' · 50' · 60' | Osiel Rosales Andrés Rincón Orlando Jiménez |

| 53' | Efrén Ceja |

| Principal  | Jesús Roberto Ruíz      |
| Asistentes | Manuel Martínez Sánchez |
|            | Carlos González Muñiz   |
| Cuarto     | Carlos Alberto Rojas    |

|                    | [[Archivo:\|border\|30px]] |   |
| Tiros              | -                          | - |
| Tiros a puerta     | -                          | - |
| Faltas             | -                          | - |
| Saques de esquina  | -                          | - |
| Penaltis           | -                          | - |
| Fueras de juego    | -                          | - |
| Posesión del balón | %                          | % |

| Alineación inicial |

| 92    | POR   | Daniel Cruz Grijalva      |     |
| 84    | DEF   | Leonardo Franco Hernández |     |
| 94    | DEF   | David Lorenzana           |     |
| 186   | DEF   | Daniel Hernández Reynaga  |     |
| 187   | DEF   | Mauricio Alejandre        |     |
| 83    | MED   | Andrés Rincón             |     |
| 88    | MED   | Orlando Jiménez Mireles   | 68' |
| 89    | MED   | Osiel Rosales             | 77' |
| 98    | MED   | Jesús Moreno Cruz         | 45' |
| 181   | DEL   | Jorge Cruz Castillo       |     |
| 86    | DEL   | Martín Obayram Reyes      |     |
| D. T. | D. T. | Jorge Alberto Urbina      |     |

| 20    | POR   | Héctor Lomelí de Anda      |     |
| 2     | DEF   | Efrén Ceja                 | 85' |
| 3     | DEF   | Japheth Negrete            |     |
| 4     | DEF   | José Carlos Zárate         |     |
| 5     | DEF   | Iván Reyes Ayala           |     |
| 8     | MED   | Andrés Mendoza Rivera      |     |
| 13    | MED   | Carlos Magaña Luna         |     |
| 19    | MED   | César Arriaga              |     |
| 21    | MED   | Gustavo Rodríguez González |     |
| 7     | DEL   | Óscar Ramos Reynaga        |     |
| 11    | DEL   | Aarón Tello Alfaro         | 46' |
| D. T. | D. T. | Arturo Espinoza            |     |

| 183 | Delantero      | Luis Andrés Paz        | 45' |
| 91  | Centrocampista | Ángel Jaime            | 68' |
| 93  | Delantero      | Kevin Fernández Varela | 77' |

| 22 | Centrocampista | Jesús García Minguela | 46' |
| 12 | Defensa        | Víctor Fraga          | 85' |

| 8' | Leonardo Franco Hernández | 1:0 |

| 28' · 50' · 60' | Osiel Rosales Andrés Rincón Orlando Jiménez |

| 53' | Efrén Ceja |

| Principal  | Jesús Roberto Ruíz      |
| Asistentes | Manuel Martínez Sánchez |
|            | Carlos González Muñiz   |
| Cuarto     | Carlos Alberto Rojas    |

|                    | [[Archivo:\|border\|30px]] |   |
| Tiros              | -                          | - |
| Tiros a puerta     | -                          | - |
| Faltas             | -                          | - |
| Saques de esquina  | -                          | - |
| Penaltis           | -                          | - |
| Fueras de juego    | -                          | - |
| Posesión del balón | %                          | % |

| Alineación inicial |

| 92    | POR   | Daniel Cruz Grijalva      |     |
| 84    | DEF   | Leonardo Franco Hernández |     |
| 94    | DEF   | David Lorenzana           |     |
| 186   | DEF   | Daniel Hernández Reynaga  |     |
| 187   | DEF   | Mauricio Alejandre        |     |
| 83    | MED   | Andrés Rincón             |     |
| 88    | MED   | Orlando Jiménez Mireles   | 68' |
| 89    | MED   | Osiel Rosales             | 77' |
| 98    | MED   | Jesús Moreno Cruz         | 45' |
| 181   | DEL   | Jorge Cruz Castillo       |     |
| 86    | DEL   | Martín Obayram Reyes      |     |
| D. T. | D. T. | Jorge Alberto Urbina      |     |

| 20    | POR   | Héctor Lomelí de Anda      |     |
| 2     | DEF   | Efrén Ceja                 | 85' |
| 3     | DEF   | Japheth Negrete            |     |
| 4     | DEF   | José Carlos Zárate         |     |
| 5     | DEF   | Iván Reyes Ayala           |     |
| 8     | MED   | Andrés Mendoza Rivera      |     |
| 13    | MED   | Carlos Magaña Luna         |     |
| 19    | MED   | César Arriaga              |     |
| 21    | MED   | Gustavo Rodríguez González |     |
| 7     | DEL   | Óscar Ramos Reynaga        |     |
| 11    | DEL   | Aarón Tello Alfaro         | 46' |
| D. T. | D. T. | Arturo Espinoza            |     |

| 183 | Delantero      | Luis Andrés Paz        | 45' |
| 91  | Centrocampista | Ángel Jaime            | 68' |
| 93  | Delantero      | Kevin Fernández Varela | 77' |

| 22 | Centrocampista | Jesús García Minguela | 46' |
| 12 | Defensa        | Víctor Fraga          | 85' |

| 8' | Leonardo Franco Hernández | 1:0 |

| 28' · 50' · 60' | Osiel Rosales Andrés Rincón Orlando Jiménez |

| 53' | Efrén Ceja |

| Principal  | Jesús Roberto Ruíz      |
| Asistentes | Manuel Martínez Sánchez |
|            | Carlos González Muñiz   |
| Cuarto     | Carlos Alberto Rojas    |

|                    | [[Archivo:\|border\|30px]] |   |
| Tiros              | -                          | - |
| Tiros a puerta     | -                          | - |
| Faltas             | -                          | - |
| Saques de esquina  | -                          | - |
| Penaltis           | -                          | - |
| Fueras de juego    | -                          | - |
| Posesión del balón | %                          | % |

| Alineación inicial |

| 92    | POR   | Daniel Cruz Grijalva      |     |
| 84    | DEF   | Leonardo Franco Hernández |     |
| 94    | DEF   | David Lorenzana           |     |
| 186   | DEF   | Daniel Hernández Reynaga  |     |
| 187   | DEF   | Mauricio Alejandre        |     |
| 83    | MED   | Andrés Rincón             |     |
| 88    | MED   | Orlando Jiménez Mireles   | 68' |
| 89    | MED   | Osiel Rosales             | 77' |
| 98    | MED   | Jesús Moreno Cruz         | 45' |
| 181   | DEL   | Jorge Cruz Castillo       |     |
| 86    | DEL   | Martín Obayram Reyes      |     |
| D. T. | D. T. | Jorge Alberto Urbina      |     |

| 20    | POR   | Héctor Lomelí de Anda      |     |
| 2     | DEF   | Efrén Ceja                 | 85' |
| 3     | DEF   | Japheth Negrete            |     |
| 4     | DEF   | José Carlos Zárate         |     |
| 5     | DEF   | Iván Reyes Ayala           |     |
| 8     | MED   | Andrés Mendoza Rivera      |     |
| 13    | MED   | Carlos Magaña Luna         |     |
| 19    | MED   | César Arriaga              |     |
| 21    | MED   | Gustavo Rodríguez González |     |
| 7     | DEL   | Óscar Ramos Reynaga        |     |
| 11    | DEL   | Aarón Tello Alfaro         | 46' |
| D. T. | D. T. | Arturo Espinoza            |     |

| 183 | Delantero      | Luis Andrés Paz        | 45' |
| 91  | Centrocampista | Ángel Jaime            | 68' |
| 93  | Delantero      | Kevin Fernández Varela | 77' |

| 22 | Centrocampista | Jesús García Minguela | 46' |
| 12 | Defensa        | Víctor Fraga          | 85' |

| 8' | Leonardo Franco Hernández | 1:0 |

| 28' · 50' · 60' | Osiel Rosales Andrés Rincón Orlando Jiménez |

| 53' | Efrén Ceja |

| Principal  | Jesús Roberto Ruíz      |
| Asistentes | Manuel Martínez Sánchez |
|            | Carlos González Muñiz   |
| Cuarto     | Carlos Alberto Rojas    |

|                    | [[Archivo:\|border\|30px]] |   |
| Tiros              | -                          | - |
| Tiros a puerta     | -                          | - |
| Faltas             | -                          | - |
| Saques de esquina  | -                          | - |
| Penaltis           | -                          | - |
| Fueras de juego    | -                          | - |
| Posesión del balón | %                          | % |

| Alineación inicial |

### Final - Vuelta
| 20    | POR   | Héctor Lomelí de Anda      |     |
| 2     | DEF   | Efrén Ceja                 |     |
| 3     | DEF   | Japheth Negrete            |     |
| 4     | DEF   | José Carlos Zárate         | 73' |
| 5     | DEF   | Iván Reyes Ayala           |     |
| 8     | MED   | Andrés Mendoza Rivera      |     |
| 13    | MED   | Carlos Magaña              |     |
| 19    | MED   | César Arriaga              | 60' |
| 21    | MED   | Gustavo Rodríguez González |     |
| 7     | DEL   | Óscar Ramos Reynaga        |     |
| 11    | DEL   | Aarón Tello                | 53' |
| D. T. | D. T. | Arturo Espinoza            |     |

| 92    | POR   | Daniel Cruz Grijalva     |     |
| 84    | DEF   | Leonardo Franco          |     |
| 94    | DEF   | David Lorenzana          | 72' |
| 99    | DEF   | Adán Núñez               |     |
| 186   | DEF   | Daniel Hernández Reynaga |     |
| 83    | MED   | Andrés Rincón Castro     |     |
| 85    | MED   | Diego Lomelí             |     |
| 181   | MED   | Jorge Cruz Castillo      |     |
| 86    | DEL   | Martín Obayram Reyes     | 73' |
| 93    | DEL   | Kevin Fernández Varela   | 55' |
| 183   | DEL   | Luis Paz                 | 63' |
| D. T. | D. T. | Jorge Alberto Urbina     |     |

| 22 | Centrocampista | Jesús García Minguela  | 53' |
| 12 | Defensa        | Víctor Fraga           | 60' |
| 10 | Centrocampista | Jesús Gutiérrez Sierra | 73' |

| 91  | Centrocampista | Ángel Jaime             | 55' |
| 182 | Delantero      | Eduardo Juárez Pérez    | 63' |
| 88  | Centrocampista | Orlando Jiménez Mireles | 73' |

| 75' | Carlos Magaña |

| 52' · 71' · 83' | Martín Reyes Daniel Hernández Adán Núñez |

| Principal  | Sergio Ruvalcaba    |
| Asistentes | José Daniel Sánchez |
|            | Edgar Iván González |
| Cuarto     | Edgardo Espejo      |

|                    |   | [[Archivo:\|border\|30px]] |
| Tiros              | - | -                          |
| Tiros a puerta     | - | -                          |
| Faltas             | - | -                          |
| Saques de esquina  | - | -                          |
| Penaltis           | - | -                          |
| Fueras de juego    | - | -                          |
| Posesión del balón | % | %                          |

| Alineación inicial |

| 20    | POR   | Héctor Lomelí de Anda      |     |
| 2     | DEF   | Efrén Ceja                 |     |
| 3     | DEF   | Japheth Negrete            |     |
| 4     | DEF   | José Carlos Zárate         | 73' |
| 5     | DEF   | Iván Reyes Ayala           |     |
| 8     | MED   | Andrés Mendoza Rivera      |     |
| 13    | MED   | Carlos Magaña              |     |
| 19    | MED   | César Arriaga              | 60' |
| 21    | MED   | Gustavo Rodríguez González |     |
| 7     | DEL   | Óscar Ramos Reynaga        |     |
| 11    | DEL   | Aarón Tello                | 53' |
| D. T. | D. T. | Arturo Espinoza            |     |

| 92    | POR   | Daniel Cruz Grijalva     |     |
| 84    | DEF   | Leonardo Franco          |     |
| 94    | DEF   | David Lorenzana          | 72' |
| 99    | DEF   | Adán Núñez               |     |
| 186   | DEF   | Daniel Hernández Reynaga |     |
| 83    | MED   | Andrés Rincón Castro     |     |
| 85    | MED   | Diego Lomelí             |     |
| 181   | MED   | Jorge Cruz Castillo      |     |
| 86    | DEL   | Martín Obayram Reyes     | 73' |
| 93    | DEL   | Kevin Fernández Varela   | 55' |
| 183   | DEL   | Luis Paz                 | 63' |
| D. T. | D. T. | Jorge Alberto Urbina     |     |

| 22 | Centrocampista | Jesús García Minguela  | 53' |
| 12 | Defensa        | Víctor Fraga           | 60' |
| 10 | Centrocampista | Jesús Gutiérrez Sierra | 73' |

| 91  | Centrocampista | Ángel Jaime             | 55' |
| 182 | Delantero      | Eduardo Juárez Pérez    | 63' |
| 88  | Centrocampista | Orlando Jiménez Mireles | 73' |

| 75' | Carlos Magaña |

| 52' · 71' · 83' | Martín Reyes Daniel Hernández Adán Núñez |

| Principal  | Sergio Ruvalcaba    |
| Asistentes | José Daniel Sánchez |
|            | Edgar Iván González |
| Cuarto     | Edgardo Espejo      |

|                    |   | [[Archivo:\|border\|30px]] |
| Tiros              | - | -                          |
| Tiros a puerta     | - | -                          |
| Faltas             | - | -                          |
| Saques de esquina  | - | -                          |
| Penaltis           | - | -                          |
| Fueras de juego    | - | -                          |
| Posesión del balón | % | %                          |

| Alineación inicial |

| 20    | POR   | Héctor Lomelí de Anda      |     |
| 2     | DEF   | Efrén Ceja                 |     |
| 3     | DEF   | Japheth Negrete            |     |
| 4     | DEF   | José Carlos Zárate         | 73' |
| 5     | DEF   | Iván Reyes Ayala           |     |
| 8     | MED   | Andrés Mendoza Rivera      |     |
| 13    | MED   | Carlos Magaña              |     |
| 19    | MED   | César Arriaga              | 60' |
| 21    | MED   | Gustavo Rodríguez González |     |
| 7     | DEL   | Óscar Ramos Reynaga        |     |
| 11    | DEL   | Aarón Tello                | 53' |
| D. T. | D. T. | Arturo Espinoza            |     |

| 92    | POR   | Daniel Cruz Grijalva     |     |
| 84    | DEF   | Leonardo Franco          |     |
| 94    | DEF   | David Lorenzana          | 72' |
| 99    | DEF   | Adán Núñez               |     |
| 186   | DEF   | Daniel Hernández Reynaga |     |
| 83    | MED   | Andrés Rincón Castro     |     |
| 85    | MED   | Diego Lomelí             |     |
| 181   | MED   | Jorge Cruz Castillo      |     |
| 86    | DEL   | Martín Obayram Reyes     | 73' |
| 93    | DEL   | Kevin Fernández Varela   | 55' |
| 183   | DEL   | Luis Paz                 | 63' |
| D. T. | D. T. | Jorge Alberto Urbina     |     |

| 22 | Centrocampista | Jesús García Minguela  | 53' |
| 12 | Defensa        | Víctor Fraga           | 60' |
| 10 | Centrocampista | Jesús Gutiérrez Sierra | 73' |

| 91  | Centrocampista | Ángel Jaime             | 55' |
| 182 | Delantero      | Eduardo Juárez Pérez    | 63' |
| 88  | Centrocampista | Orlando Jiménez Mireles | 73' |

| 75' | Carlos Magaña |

| 52' · 71' · 83' | Martín Reyes Daniel Hernández Adán Núñez |

| Principal  | Sergio Ruvalcaba    |
| Asistentes | José Daniel Sánchez |
|            | Edgar Iván González |
| Cuarto     | Edgardo Espejo      |

|                    |   | [[Archivo:\|border\|30px]] |
| Tiros              | - | -                          |
| Tiros a puerta     | - | -                          |
| Faltas             | - | -                          |
| Saques de esquina  | - | -                          |
| Penaltis           | - | -                          |
| Fueras de juego    | - | -                          |
| Posesión del balón | % | %                          |

| Alineación inicial |

| 20    | POR   | Héctor Lomelí de Anda      |     |
| 2     | DEF   | Efrén Ceja                 |     |
| 3     | DEF   | Japheth Negrete            |     |
| 4     | DEF   | José Carlos Zárate         | 73' |
| 5     | DEF   | Iván Reyes Ayala           |     |
| 8     | MED   | Andrés Mendoza Rivera      |     |
| 13    | MED   | Carlos Magaña              |     |
| 19    | MED   | César Arriaga              | 60' |
| 21    | MED   | Gustavo Rodríguez González |     |
| 7     | DEL   | Óscar Ramos Reynaga        |     |
| 11    | DEL   | Aarón Tello                | 53' |
| D. T. | D. T. | Arturo Espinoza            |     |

| 92    | POR   | Daniel Cruz Grijalva     |     |
| 84    | DEF   | Leonardo Franco          |     |
| 94    | DEF   | David Lorenzana          | 72' |
| 99    | DEF   | Adán Núñez               |     |
| 186   | DEF   | Daniel Hernández Reynaga |     |
| 83    | MED   | Andrés Rincón Castro     |     |
| 85    | MED   | Diego Lomelí             |     |
| 181   | MED   | Jorge Cruz Castillo      |     |
| 86    | DEL   | Martín Obayram Reyes     | 73' |
| 93    | DEL   | Kevin Fernández Varela   | 55' |
| 183   | DEL   | Luis Paz                 | 63' |
| D. T. | D. T. | Jorge Alberto Urbina     |     |

| 22 | Centrocampista | Jesús García Minguela  | 53' |
| 12 | Defensa        | Víctor Fraga           | 60' |
| 10 | Centrocampista | Jesús Gutiérrez Sierra | 73' |

| 91  | Centrocampista | Ángel Jaime             | 55' |
| 182 | Delantero      | Eduardo Juárez Pérez    | 63' |
| 88  | Centrocampista | Orlando Jiménez Mireles | 73' |

| 75' | Carlos Magaña |

| 52' · 71' · 83' | Martín Reyes Daniel Hernández Adán Núñez |

| Principal  | Sergio Ruvalcaba    |
| Asistentes | José Daniel Sánchez |
|            | Edgar Iván González |
| Cuarto     | Edgardo Espejo      |

|                    |   | [[Archivo:\|border\|30px]] |
| Tiros              | - | -                          |
| Tiros a puerta     | - | -                          |
| Faltas             | - | -                          |
| Saques de esquina  | - | -                          |
| Penaltis           | - | -                          |
| Fueras de juego    | - | -                          |
| Posesión del balón | % | %                          |

| Alineación inicial |